# زومبازام
زومبازام (انگلیسی: Zomebazam) یک داروی مشتق از پیرازولودیازپینون با خواص ضد اضطراب است. از نظر ساختاری با رازوبازام و زومتاپین مرتبط است.